# Saltmätare

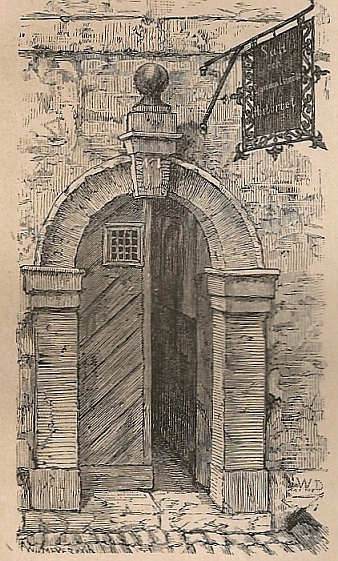
Portalen till huset där saltmätarna och spannmålsbärarna hade sitt gemensamma härbärge i Gamla stan. Deras skylt hängde ovanför (1882).

Saltmätare var förr av städernas styrelser anställda edsvurna tjänstemän som hade till uppgift att reglera salthandeln och uppbära avgifter för denna.
Stockholms stadgar för 1476 inskärper hos borgarna, att allt salt som köps i staden och som förs in eller ut därifrån, skall mätas, i annat fall förverkas det. 1618–1634 fanns saltmätare upptagna i Stockholms ämbetsbok. Senare sammanslogs saltmätarna med spannmålsmätarna/spannmålsbärarna och organiserades under mitten av 1600-talet som skrå under en ålderman, två bisittare och en mätarskrivare. De hade lokaler i huset Skärgårdsgatan 15 (nuvarande Själagårdsgatan) där de hade sina sammankomster och fester. Saltmätargränden och Saltmätargatan i Stockholm har fått sina namn efter husägande saltmätare. En Saltmätargatan finns även i Fjällbo, östra Göteborg. 